# Balls Out
Balls Out è il secondo album in studio della band hair metal e hard rock Steel Panther, uscito nel 2011 per l'etichetta discografica Republic Records.

## Il disco
In un'intervista a maggio 2011 il chitarrista Satchel dichiarò che la band nell'agosto 2010 aveva cominciato a lavorare al nuovo album e che questo era stato completato a maggio 2011.
L'album fu annunciato ufficialmente nel luglio 2011 e il titolo fu annunciato il 22 agosto. Nell'album ci sono varie apparizioni di altri artisti come il cantante dei Nickelback Chad Kroeger e il comico Dane Cook.

## Tracce
1. In the Future – 1:28
2. Supersonic Sex Machine – 3:10
3. Just Like Tiger Woods – 3:41
4. 17 Girls In A Row – 3:41
5. If You Really Really Love Me – 2:25
6. It Won't Suck It Self – 2:54
7. Tomorrow Night – 2:58
8. Why Can't You Trust Me – 4:01
9. That's What Girls Are For – 3:39
10. Gold-Digging Whore – 3:55
11. I Like Drugs – 4:19
12. Critter – 3:38
13. Let me Cum In – 3:30
14. Weenie Ride – 4:20

## Formazione
- Michael Starr (Ralph Saenz) - voce
- Satchel (Russ Parrish) - chitarra
- Lexxi Foxxx (Travis Haley) - basso
- Stix Zadinia (Darren Leader) - batteria, tastiere

### Altri musicisti
- Chad Kroeger - seconda voce in It Won't Suck Itself
- Nuno Bettencourt - assolo di chitarra on It Won't Suck Itself
- Heidi Murphy - voce femminile in It Won't Suck Itself
- Dane Cook - narrazione in In the Future
- Matthew Nelson, Brett Anderson, Joe Lester, Eden Blackman & Jay Ruston - cori